# 隅田了古
隅田 了古（すみだ りょうこ、生没年不詳）とは、江戸時代から明治時代にかけての浮世絵師。

## 来歴
師系不明。叟斎（そうさい）了古、細島晴三とも称す。江戸の人で隅田に住む。作画期は文久から明治初期頃にかけてで、主に歌川派風の風俗画、風刺画を描いている。

## 作品
- 『新聞記者奇行伝』　※明治14年（1881年）刊行。奥付に「編輯者出版人」として「京橋区畳町拾七番地 細島晴三」とあり
- 『都々逸種瓢箪』　※米佐久丸編、了古画
- 『都々逸節用』　※竹堂梅兄、了古画。明治
- 「道行旅路花聟」　大判錦絵　都立図書館所蔵　※文久2年（1862年）
- 「有卦絵」　大判錦絵　都立図書館所蔵　※慶応4年（1868年）
- 「道外西遊記」　大判錦絵2枚続　早稲田大学図書館所蔵　※同上
- 「諸国蝋燭市」　大判錦絵2枚続　早稲田大学図書館所蔵　※同上
- 「難渋病治」　大判錦絵2枚続　早稲田大学図書館所蔵　※同上
- 「世話中万病療治所」　大判錦絵　ボストン美術館所蔵　※同上
- 「東京築地ホテル館繁栄馬車往来之図」　大判錦絵3枚続　※明治4年